# B. Bachmann-Hohmann
B. Bachmann-Hohmann (vor 1840 – nach 1866) war ein deutsch-österreichischer Militärmaler, Zeichner, Lithograf und Grafiker.

## Leben
Über den Künstler B. Bachmann-Hohmann ist nur wenig Biographisches bekannt. Belegt ist, dass er um die Mitte des 19. Jahrhunderts in Wien und dem übrigen Österreich tätig war. Als Lithograf war er in den Revolutionsjahren 1848/49 besonders aktiv, so befindet sich heute eine Sammlung von rund 100 Blättern mit Szenen der k. k. Armee von den Kriegsschauplätzen in Oberitalien und Ungarn im Wiener Heeresgeschichtlichen Museum. Eine weitere Sammlung von Blättern aus den Revolutionsjahren von rund 30 Blättern befindet sich in der Österreichischen Nationalbibliothek. Um 1854 dürfte sich Bachmann-Hohmann in Leipzig aufgehalten haben, da sich in den Sammlungen des Stadtgeschichtlichen Museums in Leipzig Ölgemälde mit einer Reiterszenerie (datiert „Leipzig 1854“) und ein Selbstbildnis befinden. Er war wiederholt auf den Ausstellungen des Österreichischen Kunstvereins mit seinen Werken vertreten, so im März 1851 mit einer Episode aus dem Gefecht bei Komorn am 2. Juni 2849 (Ölgemälde) und im Mai 1851 mit einem Gefecht bei Babolna am 28. Dezember 1848.

## Werke (Auswahl)

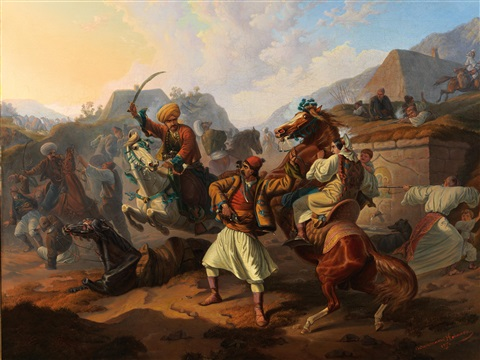
Kampfhandlungen zwischen Serben und Türken, 1847

- Kampfhandlungen zwischen Serben und Türken. 1847, Öl auf Leinwand, 91,5 × 123,5 cm[5]
- Schlacht bei Karakal zwischen der russischen Kavallerie unter dem Feldherren Oberst Andrei Nikolaevich Karamzin (1814–1854) und einer übermächtigen türkischen Armee am 28. Mai 1854. 1855, Öl auf Leinwand, 73 × 98 cm[6]